# Casa Memorială „D. P. Perpessicius”
Casa Memorială „D. P. Perpessicius” este un muzeu județean din Brăila, amplasat în Str. Cetății nr. 70 (CP 0339-401262). 
În 1971, după moartea lui Perpessicius, pe fațada imobilului din strada Cetății 58, a fost amplasată o placă comemorativă. La puțin timp, casa a fost demolată. A fost recuperată doar placa comemorativă. Greșeala a fost îndreptată rapid, imobilul fiind reconstruit, însă cu materiale moderne.
Corpul de clădire ce găzduiește expoziția de bază a fost reconstruit în 1971 după proiectul și planul construcției ridicate pe același amplasament în ultimul sfert al secolului al XIX-lea, construcție ce a aparținut părinților lui D.P. Perpessicius și unde acesta s-a născut și a crescut. În 1977 aici s-a deschis Casa Memorială D.P. Perpessicius. În 1994, odată cu inaugurarea noului corp de clădire, reconstruit și acesta după planurile inițiale, Casa Memorială a fost redeschisă în urma reamenajării expoziției de bază. 
Fondul memorial cuprinde obiecte achiziționate de la familia poetului, criticului și istoricului literar Dimitrie Panaitescu Perpessicius (1891 - 1971): manuscrise, obiecte personale, piese de mobilier, cărți cu autograf, ediții rare, ediții princeps, fotografii-document care au aparținut scriitorului. 
În depozite se găsesc și alte fonduri memoriale: Vasile Băncilă, Nae Ionescu, Anton Dumitriu, Edmond Nicolau, Ana Aslan, Basil Munteanu, Mihail Sebastian.
Clădirea muzeului este declarată monument istoric, având codul BR-IV-m-B-02149. 